# Hugh Dancy
Hugh Michael Horace Dancy (1975. június 19.) brit színész.
Ismertebb szereplései közé tartozik Will Graham az NBC Hannibal című televíziós sorozatában (2013–2015), Thomas Novachek a Vénusz bundában című színdarabban (2011–2012), továbbá Adam Raki az Adam című 2009-es filmben. Pályafutását minisorozatokban és tévéfilmekben kezdte, majd 2004-ben szerzett hírnevet az Elátkozott Ella és az Artúr király című filmekkel. A 2006-os  Elizabeth című Channel 4-minisorozatban Robert Devereux-ot, Essex grófját formálta meg, alakítását Primetime Emmy-jelöléssel jutalmazták. 2016 és 2018 között a Hulu csatorna The Path című sorozatában játszott.
2009 óta Claire Danes amerikai színésznő házastársa, két gyermekük született.

## Életrajz
Édesapja Jonathan Dancy brit filozófus, aki a University of Reading és az Austinban található University of Texas professzora. Édesanyja, Sarah Dancy publicista. Két kisebb testvére van Jack (1977) és Kate (1980). Járt a Dragon School-ra Oxford-ban. A Winchester College-re, és a St Peter's College-re is járt, szintén Oxfordban. Továbbá elvégezte a Burnt Oxford University angol irodalom és nyelv szakát.

### Pályafutása
Először 18 évesen, a Winchester College egyik előadásában, a Twelfth Nightban szerepelt, melyet a Minack Theatre-ben adtak elő Cornwallban. Első televíziós szereplései a Trial & Retribution II, a Dangerfield, a The New Adventures of Robin Hood és a Kavanagh QC című sorozatokban voltak. 2000-ben ő alakította David Copperfieldet a Hallmark David Copperfield című filmjében és ettől kezdve szerepelt nagyobb filmekben is.
2004 óta a Burberry divatház modellje, ezidáig három reklámkampányban vett részt, Kate Moss oldalán.
2007-ben a Broadwayn a Journey's End című darabban a főszereplő Dennis Stanhope kapitányt alakította.

### Magánélete
2007-ben az Este (Evening) forgatása alatt ismerte meg Claire Danest, 2009 februárjában pedig bejelentették eljegyzésüket, majd ugyanebben az évben Franciaországban össze is házasodtak. A párnak egy közös gyermeke van. 
Dancynek korábban Annie Morris brit művésznővel volt kapcsolata.

## Filmográfia

### Film
| Év   | Magyar cím                    | Eredeti cím                        | Szerep                                    | Magyar hang     |
| ---- | ----------------------------- | ---------------------------------- | ----------------------------------------- | --------------- |
| 2001 | A Sólyom végveszélyben        | Black Hawk Down                    | Kurt Schmid                               | Hujber Ferenc   |
| 2001 | D'Artagnan és a három testőr  | Young Blades                       | D'Artagnan                                |                 |
| 2003 | Tempó                         | Tempo                              | Jack                                      | Csőre Gábor     |
| 2003 | Tempó                         | Tempo                              | Jack                                      | Dányi Krisztián |
| 2003 | A nyelvtanárnő                | The Sleeping Dictionary            | John Truscott                             | Markovics Tamás |
| 2004 | Artúr király                  | King Arthur                        | Galahad                                   | Kaszás Gergő    |
| 2004 | Elátkozott Ella               | Ella Enchanted                     | Charmont herceg                           | Dányi Krisztián |
| 2005 | A kutyákat lelövik, ugye?     | Shooting Dogs / Beyond the Gates   | Joe Connor                                | Zámbori Soma    |
| 2006 | Elemi ösztön 2.               | Basic Instinct 2: Risk Addiction   | Adam Towers                               | Szatmári Attila |
| 2007 | A Jane Austen könyvklub       | The Jane Austen Book Club          | Grigg Harris                              | Magyar Bálint   |
| 2007 | Este                          | Evening                            | Buddy Wittenborn                          | Varga Gábor     |
| 2007 | Kegyetlen báj                 | Savage Grace                       | Sam Green                                 | Pálmai Szabolcs |
| 2007 | Vér és csokoládé              | Blood and Chocolate                | Aiden                                     | Láng Balázs     |
| 2009 | Egy boltkóros naplója         | Confessions of a Shopaholic        | Luke Brandon                              | Stohl András    |
| 2009 | Adam                          | Adam                               | Adam Raki                                 | Balázs Zoltán   |
| 2010 | Az edző                       | Coach                              | Nick                                      | Zámbori Soma    |
| 2010 |                               | The Wildest Dream (dokumentumfilm) | Andrew Irvine (hangja)                    |                 |
| 2011 | A lökött tesó                 | Our Idiot Brother                  | Christian                                 | Molnár Levente  |
| 2011 | Martha Marcy May Marlene      | Martha Marcy May Marlene           | Ted                                       | Szatory Dávid   |
| 2011 | Hisztéria                     | Hysteria                           | Dr. Mortimer Granville                    | Előd Álmos      |
| 2013 | Visszatérés Óz birodalmába    | Legends of Oz: Dorothy's Return    | Pille tábornagy / Marshal Mallow (hangja) | Kautzky Armand  |
| 2013 |                               | Poe                                | Edgar Allan Poe (hangja)                  |                 |
| 2019 | Talkshow                      | Late Night                         | Charlie Fain                              | Rajkai Zoltán   |
| 2022 | Downton Abbey: Egy új korszak | Downton Abbey: A New Era           | Jack Barber                               | Dévai Balázs    |

### Televízió
| Év        | Magyar cím                          | Eredeti cím                           | Szerep                                  | Megjegyzések                                                                  |
| --------- | ----------------------------------- | ------------------------------------- | --------------------------------------- | ----------------------------------------------------------------------------- |
| 1998      |                                     | Trial & Retribution                   | Robert Belini                           | 2 epizód                                                                      |
| 1998      | Robin Hood legújabb kalandjai       | The New Adventures of Robin Hood      | Kyle                                    | 1 epizód                                                                      |
| 1998–1999 |                                     | Dangerfield                           | Charlie Paige                           | 2 epizód                                                                      |
| 1999      |                                     | Cold Feet                             | Danny                                   | 2 epizód                                                                      |
| 1999      |                                     | Kavanagh QC                           | Michael Woodley                         | 1 epizód                                                                      |
| 2000      | Az elveszett ereklyék fosztogatói   | Relic Hunter                          | Michael Previn                          | 1 epizód                                                                      |
| 2000      | David Copperfield                   | David Copperfield                     | Copperfield Dávid                       | - tévéfilm - magyar hangja: - Fekete Zoltán                                   |
| 2000      | Bovaryné                            | Madame Bovary                         | Leon                                    | tévéfilm                                                                      |
| 2002      |                                     | Daniel Deronda                        | Daniel Deronda                          | minisorozat (4 epizód)                                                        |
| 2005      | Elizabeth                           | Elizabeth I                           | Robert Devereux, Essex grófja           | - minisorozat (2 epizód) - magyar hangja: - Gáspár András - Karácsonyi Zoltán |
| 2011      | The Big C – A nagy C                | The Big C                             | Lee Fallon                              | 8 epizód                                                                      |
| 2013–2015 | Hannibal                            | Hannibal                              | Will Graham                             | - 38 epizód - magyar hangja: - Rajkai Zoltán                                  |
| 2015      |                                     | Deadline Gallipoli                    | Ellis Ashmead-Bartlett                  | minisorozat (2 epizód)                                                        |
| 2016–2018 | Robotcsirke                         | Robot Chicken                         | több szereplő hangja                    | 2 epizód                                                                      |
| 2016–2018 |                                     | The Path                              | Cal Roberts                             | 36 epizód                                                                     |
| 2020      | Homeland – A belső ellenség         | Homeland                              | John Zabel                              | 6 epizód                                                                      |
| 2021      |                                     | The Abominable Snow Baby              | Albert (hangja)                         | tévéfilm                                                                      |
| 2022      | Üvöltés                             | Roar                                  | Bobby Bronson nyomozó                   | 1 epizód                                                                      |
| 2022–     | Esküdt ellenségek                   | Law & Order                           | Nolan Price                             | 21. évad (10 epizód)                                                          |
| 2025      | A barátságos és közkedvelt Pókember | Your Friendly Neighborhood Spider-Man | Otto Octavius / Doctor Octopus (hangja) | - 2 epizód - magyar hangja: - Vida Péter                                      |

## Fordítás
- Ez a szócikk részben vagy egészben  a   Hugh Dancy című angol Wikipédia-szócikk fordításán alapul.  Az eredeti cikk szerkesztőit annak laptörténete sorolja fel. Ez a jelzés csupán a megfogalmazás eredetét és a szerzői jogokat jelzi, nem szolgál a cikkben szereplő információk forrásmegjelöléseként.